# Robert Kardashian
Robert George Kardashian (Los Angeles, 22 februari 1944 – aldaar, 30 september 2003) was een Amerikaans advocaat en zakenman. Hij was een van de advocaten van O.J. Simpson toen deze in 1995 werd aangeklaagd voor moord.

## Biografie
Kardashian werd geboren in Los Angeles uit ouders van Armeense afkomst. Hij studeerde bedrijfskunde aan de University of Southern California. Hij behaalde zijn diploma rechten aan de universiteit van San Diego en werd advocaat. Hierna keerde hij terug naar het bedrijfsleven en werd mede-oprichter van het vakblad Radio & Records. 
Kardashian ontmoette Americanfootballspeler O.J. Simpson rond 1970 en raakte met hem bevriend. Hij verdedigde hem toen hij in 1995 werd beschuldigd van de moord op zijn ex-vrouw en haar vriend.
Kardashian is meerdere malen getrouwd geweest. Uit zijn huwelijk met Kris Jenner van 1978 tot 1990 kreeg hij vier kinderen, Kourtney, Kim, Khloé en Rob, die na zijn dood alle vier bekendheid kregen door het realityprogramma Keeping Up with the Kardashians. Hij hertrouwde daarna nog twee keer: in 1998 en 2003.
Kardashian overleed op 30 september 2003 op zijn 59e aan slokdarmkanker en is begraven op Inglewood Park Cemetery in Los Angeles.